# Mediterranean Beach Games
Die Mediterranean Beach Games („Mittelmeer-Strandspiele“) sind ein sportliches Großereignis, an dem die an das Mittelmeer angrenzenden Nationen teilnehmen. Sie finden seit 2015 alle vier Jahre statt, abwechselnd mit den Mittelmeerspielen. Auf dem Programm stehen Sportarten, die auf Sand, am Strand oder im Meer ausgetragen werden.

## Organisation
Verantwortlich für die Durchführung ist das Comité international des Jeux méditerranéens (CIJM) mit Sitz in Athen.

## Geschichte
Das CIJM hat die Spiele auf einer Sitzung am 20. Oktober 2012 in Mersin, Türkei, ins Leben gerufen und beschlossen, sie ab 2015 alle vier Jahre auszurichten. Durchgeführt werden sollten ausschließlich Wasser- und Strandsportarten. Die Spiele sollten darauf abzielen, Sportler aus dem Mittelmeerraum einander näher zu bringen und ihnen die Möglichkeit zu geben, an Sportveranstaltungen teilzunehmen. Die italienische Stadt Pescara erhielt den Zuschlag für die Durchführung der Ausgabe im August und September 2015.

## Austragungsorte und teilnehmende Nationen
| Nr. | Jahr | Ort      | Land         | Nationen | Teilnehmer | Sportarten (Entscheidungen) |
| --- | ---- | -------- | ------------ | -------- | ---------- | --------------------------- |
| 1.  | 2015 | Pescara  | Italien      | 24       | 900        | 11 (58)                     |
| 2.  | 2019 | Patras   | Griechenland | 26       | 700        | 11 (55)                     |
| 3.  | 2023 | Iraklio  | Griechenland | 26       | 765        | 13 (54)                     |
| 4.  | 2027 | Portimão | Portugal     | –        | –          | –                           |

## Medaillenspiegel
Zusammenfassung der Austragungen 2015 bis 2023:
| Rang | Land         | Gold | Silber | Bronze | Gesamt |
| ---- | ------------ | ---- | ------ | ------ | ------ |
| 01.  | Italien      | 61   | 52     | 38     | 151    |
| 02.  | Griechenland | 37   | 33     | 30     | 100    |
| 03.  | Frankreich   | 33   | 23     | 27     | 83     |
| 04.  | Spanien      | 18   | 11     | 14     | 43     |
| 05.  | Ägypten      | 5    | 8      | 7      | 20     |
| 06.  | Türkei       | 3    | 4      | 6      | 13     |
| 07.  | Tunesien     | 2    | 8      | 13     | 23     |
| 08.  | Kroatien     | 2    | 6      | 10     | 18     |
| 09.  | Algerien     | 2    | 6      | 4      | 12     |
| 10.  | Syrien       | 2    | 1      | 2      | 5      |
| 11.  | Portugal     | 1    | 9      | 3      | 13     |
| 12.  | Serbien      | 1    | 1      | –      | 2      |
| 13.  | Albanien     | 1    | –      | 1      | 2      |
| 14.  | Slowenien    | –    | 2      | 4      | 6      |
| 15.  | Zypern       | –    | 2      | 2      | 4      |
| 16.  | Marokko      | –    | 1      | 2      | 3      |
| 17.  | San Marino   | –    | –      | 3      | 3      |
| 18.  | Monaco       | –    | –      | 2      | 2      |
| 19.  | Libyen       | –    | –      | 1      | 1      |

## Wettbewerbe
- 3×3-Basketball
- Aquathlon
- Beachhandball (Übersicht)
- Beachsoccer
- Beachtennis
- Beachvolleyball
- Flossenschwimmen
- Freiwasserschwimmen
- Kanusport
- Kitesurfen
- Strand-Karate (Kata)
- Sprint-Strandrudern
- Beachwrestling (Strandringen)
- Triathle
- Wasserski